# Schizandrobia arsenjevi
Schizandrobia arsenjevi är en tvåvingeart som först beskrevs av Marikovskij och Nikolai Vasilevich Kovalev 1962.  Schizandrobia arsenjevi ingår i släktet Schizandrobia och familjen gallmyggor. Inga underarter finns listade i Catalogue of Life.